# منتخب لبنان لكأس ديفيز
منتخب لبنان لكأس ديفيز هو ممثل لبنان الرسمي في كرة المضرب في كأس ديفيز.